# 佐々木道誉
佐々木 道誉（ささき どうよ）、佐々木 高氏（ささき たかうじ）、京極 道誉（きょうごく どうよ）、京極 高氏（きょうごく たかうじ）は、鎌倉時代末期から南北朝時代にかけての武将、守護大名。若狭・近江・出雲・上総・飛騨・摂津守護。

## 概要
鎌倉幕府創設の功臣で近江を本拠地とする佐々木氏一族の京極氏に生まれたことから、京極 導誉（道誉）（きょうごく どうよ）または 京極 高氏（きょうごく たかうじ）とも呼ばれる。諱（実名）は高氏（たかうじ）であったが、法名の道誉の方がよく知られている。また法名は自署では「導誉」としているが、同時代の文書には「入道々誉（入道道誉）」と記されたものが多い。
初めは執権・北条高時に御相伴衆として仕えるが、のちに後醍醐天皇の綸旨を受け鎌倉幕府を倒すべく兵を挙げた足利尊氏に従い、武士の支持を得られなかった後醍醐天皇の建武の新政から尊氏と共に離れ、尊氏の開いた室町幕府において政所執事や6カ国の守護を兼ねた。
また、ばさらと呼ばれる南北朝時代の美意識を持つ婆娑羅大名として知られ、『太平記』には謀を廻らし権威を嘲笑し粋に振舞う導誉の逸話を多く記している。

## 偏諱について
初めの主君である北条氏得宗家当主（鎌倉幕府第14代執権）の北条高時より1字を受けて名乗った名前であり、同様にして名乗った足利高氏（後の足利尊氏）と同名である。

## 生涯

### 御相伴衆
永仁4年（1296年）、近江の地頭である佐々木氏の分家京極氏に生まれ、嘉元3年（1305年）に死んだ母方の叔父である佐々木貞宗の後を継いで家督を継承する。正和3年（1314年）に左衛門尉、元亨2年（1322年）には検非違使となる
。検非違使の役目を務めて京都に滞在していたと考えられており、元亨4年（1324年）の後醍醐天皇の行幸に随行している。鎌倉幕府では執権北条高時に御相供衆として仕え、高時が出家した際には共に出家して導誉と号した。

### 倒幕
元弘元年（1331年）に後醍醐天皇が討幕運動を起こし、京を脱出して笠置山に拠った元弘の乱では幕府が編成した鎮圧軍に従軍。捕らえられた後醍醐天皇は廃され、元弘2年（1332年）3月、供奉する阿野廉子・千種忠顕らと共に隠岐島へ配流された際には導誉が道中警護などを務めた（『太平記』）。
後醍醐を隠岐に送り出し帰京したのち、後醍醐の寵臣で前権中納言の北畠具行を鎌倉へ護送する任にあたる。しかし道中の近江国柏原（米原市柏原）で幕府より処刑せよとの命をうけ、同年6月19日に具行を処刑する。
後醍醐配流後も河内の楠木正成らは反幕府活動を続けて幕府軍と戦い、後醍醐も隠岐を脱出して伯耆国船上山（鳥取県東伯郡琴浦町）に立て籠った。元弘3年（1333年）3月、幕府北条氏は下野の足利高氏（後の尊氏）らを船上山討伐に派遣した。しかし高氏は幕府に反旗を翻し、丹波国篠村（京都府亀岡市）で反転して京都の六波羅探題を攻略した。
この時期の導誉自身の動向については一次史料がなく、『太平記』や『梅松論』にもまったく記述がないため良く解っていない。これについて森茂暁は『佐々木京極家記録』の「讃岐丸亀京極家譜」に掲載された記事に、（後世の史料であり信憑性に注意が必要と前置きしたうえで）鎌倉北条氏への反逆を決意した足利高氏と導誉が密約して連携行動を取ったことを示す逸話や、近江国番場宿（滋賀県米原市番場）が導誉の所領であると記されていることから、高氏に六波羅探題を落とされ鎌倉へ退却する北条仲時の軍勢が、元弘3年（1333年）5月9日に近江番場宿で「山立・強盗・溢者ども2000-3000人」に阻まれ、蓮華寺で一族432人と共に自刃した出来事（『太平記』）の背後には、導誉が主導的に関わっていた可能性が想定されるとしている。なおこの時、光厳天皇や花園上皇は捕らえられ、同族の佐々木清高は仲時と共に殉じ、佐々木氏嫡流の六角時信は『太平記』（天正本）によると導誉を介して尊氏に降伏している。
足利尊氏、上野の新田義貞らの活躍で鎌倉幕府は滅亡し、入京した後醍醐天皇により建武の新政が開始されると、六角時信や塩冶高貞ら他の一族と共に雑訴決断所の奉行人となる。

### 南朝との戦い
尊氏が政権に参加せず、武士層の支持を集められなかった新政に対しては各地で反乱が起こった。建武2年（1335年）には、信濃において高時の遺児である北条時行らを擁立した中先代の乱が起こり、尊氏の弟の足利直義が守る鎌倉を攻めて占領した北条時行の討伐に向かう尊氏に導誉も従軍している。北条時行の軍勢を駆逐して鎌倉を奪還した尊氏は独自に恩賞の分配を行うなどの行動をはじめ、導誉も上総や相模の領地を与えられている。
後醍醐天皇は鎌倉の尊氏に対して上洛を求めるが、新田義貞との対立などもありこれに従わず、遂には義貞に尊氏・直義に対する追討を命じた綸旨が発せられる。しかし、建武政権に対して武家政権を樹立することを躊躇する尊氏に導誉は積極的な反旗を勧めていたともされる。建武の乱では、足利方として駿河国での手越河原の戦いに参加するが新田義貞に敗れ、弟の貞満らが戦死した。導誉自身は義貞に降伏し、以降新田勢として従軍して足利方と争うが、箱根・竹ノ下の戦いの最中に新田軍を裏切り足利方に復帰、この裏切りにより新田軍は全軍崩壊し敗走した。導誉を加えた足利方は新田軍を追い京都へ入り占拠するが、奥州から下った北畠顕家らに敗れた足利軍は京都を追われ、兵庫から九州へと逃れた。この時導誉は近江に滞在して九州下向には従っていないともされる。
九州から再び東上した足利軍は湊川の戦いで新田・楠木軍を撃破して京都へ入り、比叡山に逃れた後醍醐天皇・義貞らと戦った。導誉は東から援軍として来た信濃守護小笠原貞宗と共に、9月中旬から29日まで補給路である琵琶湖を近江国を封鎖する比叡山包囲に当たっている（近江の戦い）。やがて尊氏の尽力で光明天皇が即位して北朝が成立、尊氏は征夷大将軍に任じられて室町幕府を樹立し、後醍醐天皇らは吉野へ逃れて南朝を成立させる。

### 足利政権の立役者
導誉は若狭・近江・出雲・上総・飛騨・摂津の守護を歴任した。延元2年/建武4年（1337年）、勝楽寺（現滋賀県甲良町）に城を築き、以降没するまで本拠地とした。
興国元年/暦応3年（1340年）10月6日には長男の秀綱と共に白川妙法院門跡亮性法親王の御所を焼き討ちし、山門宗徒が処罰を求めて強訴すると朝廷内部でもこれに同情して幕府に対して導誉を出羽に、秀綱を陸奥に配流するように命じた。ところが、幕府では朝廷の命令を拒絶、結果的に導誉父子は上総に配流される。この配流の行列は若衆数百人を従え道中宿所に着くたびに傾城を弄び、さらには比叡山の神獣である猿の皮を腰あてにするというありさまであり、導誉の山門への敵意、蔑視の程が窺える。
羽下徳彦によれば、上総は建武年間に尊氏の執事の高師直が守護を務め、正平年間に導誉と共に流された秀綱が守護を務めているが、導誉配流期の守護については記録に残っていない。このため、佐々木氏による上総守護の上限が正平年間以前であったことも考えられ、実は導誉父子は流刑と銘打って自分の領国に帰されただけであった可能性があるという。森茂暁は山門に悩まされる尊氏・直義兄弟の暗黙の了解のもとで、山門に大打撃を与えることを目的にした狼藉であると推察しており、いずれにせよ尊氏兄弟には導誉を罰するつもりなど毛頭無かったものと推察される。事実、翌年には何事もなかったかのように幕政に復帰している。
幕府においては導誉は引付頭人、評定衆や政所執事などの役職を務め、公家との交渉などを行っている。また、正平3年/貞和4年（1348年）の四條畷の戦いなど南朝との戦いにも従軍しているが、帰還途中に南朝に奇襲を受け、次男の秀宗が戦死している。
室町幕府の政務は当初もっぱら弟の直義が主導したが、南朝との戦いにより戦時体制を主導する高師直の勢威が高まり、直義・師直の関係の悪化や尊氏の庶子の直冬への憎悪と嫡男の義詮への偏愛等が複雑に絡み合い、正平5年/観応元年（1350年）からの観応年間には観応の擾乱と呼ばれる内部抗争が発生する。導誉は当初師直派であり、擾乱が尊氏と直義の兄弟喧嘩に発展してからは尊氏側に属したが、南朝に属し尊氏を撃破した直義派が台頭すると、正平6年/観応2年（1351年）7月28日、尊氏・義詮父子から謀反の疑いで播磨の赤松則祐と共に討伐命令を受ける。これは陰謀であり、尊氏は導誉を討つためと称して京都から近江へ出兵、義詮は赤松則祐討伐のため播磨へ出陣したが、これは事実上京都を包囲する構えであり、父子で京都に残った直義を東西から討ち取る手筈で、事態を悟った直義は逃亡した。
以後も尊氏に従軍、尊氏に南朝と和睦して後村上天皇から直義追討の綸旨を受けるよう進言する。尊氏がこれを受けた結果正平一統が成立し直義は失脚、急逝する。また、12月1日には義詮から佐々木一族を軍事的に統率する権利を与えられた。これは惣領の六角氏頼が観応の擾乱で直義に付いたがその後出家した事態に対応するため、導誉を惣領格にして佐々木氏をまとめる狙いがあった。ただし、六角氏頼は後に復帰、六角氏は以後も幕府から佐々木惣領家として認められているため、一時的な対策だったとされる。
正平一統が正平7年/文和元年（1352年）に北朝の光厳上皇・光明上皇・崇光天皇らを南朝に奪われて破綻すると、3月の八幡の戦いで義詮に従い南朝から京都を奪還、6月に公家の勧修寺経顕を通して交渉、後光厳天皇を擁立して天皇の祖母の西園寺寧子に践祚の儀を行うよう説得して実現させ、北朝再建と将軍権力の強化に尽力する。しかし、山名時氏・師義父子と所領問題で対立したため、正平8年/文和2年（1353年）6月に山名時氏と南朝の軍勢が京都を陥落、京都から北へ落ち延びた後光厳天皇と義詮を守って秀綱が戦死している。

### 武家権勢導誉法師
正平13年/延文3年（1358年）に尊氏が薨去した後は、2代将軍義詮時代の政権において政所執事などを務め、幕府内における守護大名の抗争を調停した。
この頃、導誉は義詮の絶大な支持のもと執事（後の管領）の任免権を握り事実上の幕府の最高実力者として君臨する。仁木義長と細川清氏の執事職をめぐる争いでは清氏を支持し執事に据えるが、確執が発生すると清氏をあっさりと廃し将軍親裁の政治を復活させる。正平17年/貞治元年（1362年）には縁戚関係のもと友好的な関係を築いた斯波高経を執事に推薦するが、将軍家と同等の家格であると自負する高経は執事職への就任を拒んだ。このため婿である高経の三男の氏頼を推薦するが、高経はこれに対抗し溺愛する四男の義将を推薦し結果として義将が管領に就任する（斯波足利家による執事就任拒否によりこのころ執事が管領に職名を変えた）。義将はこのときまだ13歳であり、事実上高経が政権をとった。
このように一時導誉は高経の下風に立ち、京極佐々木家内の内紛から発生した三男の高秀による家臣筆頭の吉田厳覚暗殺事件についても高経につけこまれる。更には高経から任された五条橋の建築が遅延した為、高経自身がこれを自分で素早く建築してしまうという出来事が発生し、導誉は高経に面目を潰され高経との関係は決定的に悪化する。

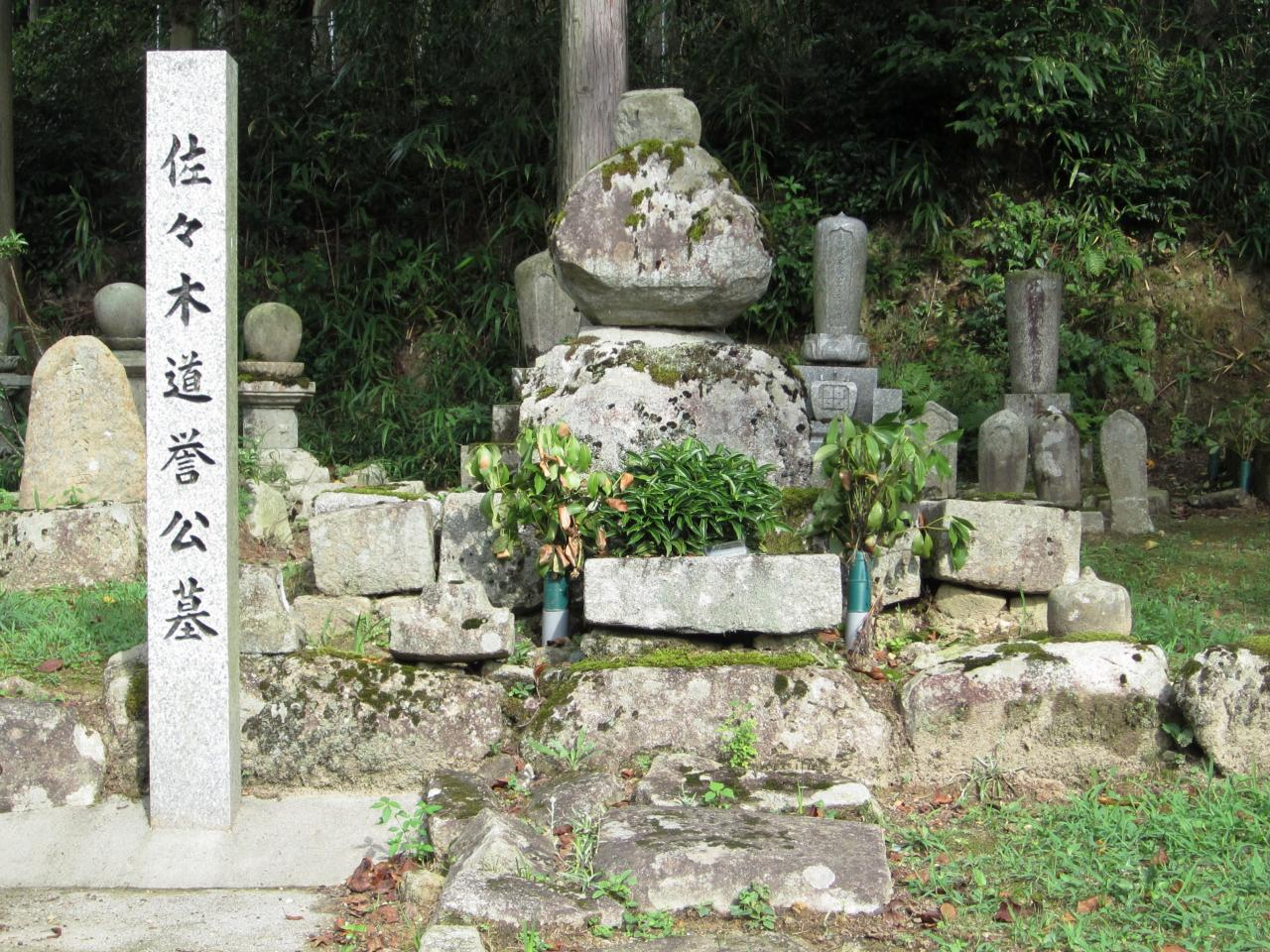
勝楽寺の墓所

そこで導誉はまず高経が将軍の邸で開催する花見に目をつけた。導誉はその花見の日にぶつける形で大原野で盛大な花見の会を開いた。それは京都中の芸能人が根こそぎ集められ、香が焚かれ「世に類無き遊」と謳われるほどのものだった。こうして高経に意趣返しをした導誉は今度は高経の追い落としを図る。高経の高圧的な政治は守護層の反発を招いており、導誉はこうした守護をとりまとめると義詮に讒言し、正平21年/貞治5年（1366年）に高経は失脚した（貞治の変）。また、南朝とのパイプを持ち和睦交渉に尽力するも成果を出せなかった。
正平22年/貞治6年（1367年）に幕府が関東統治のために鎌倉に設置した鎌倉公方足利基氏が卒去すると、鎌倉へ赴いて基氏の子氏満への引継ぎの事後処理を務める。同年に導誉の推薦を得た細川頼之が管領に就任、正平23年/応安元年（1368年）に高秀が出雲守護に就任していることから、隠居したと考えられている。
文中2年/応安6年（1373年）に甲良荘勝楽寺にて卒去、享年78。戒名は勝楽寺殿徳翁導誉。
墓所は京極氏の菩提寺である滋賀県米原市清滝の徳源院、滋賀県甲良町の勝楽寺。

## 人物
導誉は南北朝時代の社会的風潮であるばさらを好んだとされる。
古典『太平記』においては正平17年/延文6年（1361年）の都落ちや正平21年/貞治5年（1366年）の大原野（京都市西京区）での花見の宴などに導誉の華美で奇抜な行動が記されている。
- 正平17年/延文6年（1361年）の都落ちでは、細川清氏が南朝の楠木正儀らとともに入京する前に、自身の邸宅を占拠する武将をもてなすとして六間の会所に畳を敷き、本尊・脇絵・花瓶・香炉・鑵子・盆に至るまで飾りたて、書院には王羲之の書や韓愈の文集を置いた[12]。さらに眼蔵なども調え、三石入の大筒に酒を用意して、遁世者2人を置いて来訪者には誰に対しても酒を勧めるよう申し付けて退去したという。道誉の邸宅に入った正儀は遁世者から一献勧められたことで感じ入り、細川清氏らの主張する導誉邸の焼き払いを制したとされている（『太平記』巻第三十七「新將軍京落事」）[12]。その後、戦況が一変して正儀が退去する立場となったが、『太平記』では正儀はさらに豪華に飾り立て、導誉へ返礼として鎧と白太刀を残して郎党2人を留め置いて退去したと記している[12]。
- 正平21年/貞治5年（1366年）、導誉の政敵だった斯波高経が将軍義詮の御所で花見の開催を提案したのに対し、導誉は出席の返事をしておきながら同じ日に大原野で京中の芸能者をことごとく集めて花見の宴を開催したため、高経は芸能者を招くことができず面目を失った[12]。導誉は大原野での花見の宴に一丈余りの真鍮製の花瓶を置いて桜の大木が立花に見えるよう仕立てたという（『太平記』巻第三十九「諸大名讒道朝事付導譽大原野花會事」）[12]。

古典『太平記』のこれらの記述には信憑性に疑問が残る点もあるが、ばさらの思想や感性を窺える場面として捉えられている。
また、文化面では連歌・田楽・猿楽・茶道・香道・立花などに通じていた。このうち連歌では『菟玖波集』を准勅撰集に格上げするよう力添えを行っており、自身の作から81もの作品が入集している。また、猿楽では観阿弥や世阿弥と交流があり、大和猿楽の外護者であったとの説もある。幕政においても公家との交渉を務めていることなどから文化的素養を持った人物であると考えられている。
山門とは妙法院焼き討ち事件に見られるように確執があったものの、一方で山門の末社である東山の祇園社との関係は深く、祇園社の宿舎である高橋屋を借り上げ自身の宿舎とするほどだった。南朝の攻撃をうけ美濃にまで落ちた義詮が京都に復帰した際にはこの高橋屋を宿舎としており、四条京極の邸よりもむしろ高橋屋を本拠としていた様子が窺える。
所領においては運送の拠点となるような地域を望むことが多く、前述の高橋屋が所在したのは京都の商業地域であり、流通や商業にも深い関心があったことが窺える。また、北条仲時を包囲した五辻宮による悪党・山の民・野伏の集団には導誉の後援、もしくは主導的な関わりがあったと考えられており、こうした集団とも関わりをもっていた。以上のように道誉は、所領からの収入をもとに生計をたてるというような一般的な武士からは遠く離れた経済生活を送っていた。
三男の高秀が描かせたといわれる法体の肖像画が滋賀県甲良町の勝楽寺にあり、現在は京都国立博物館に保管されている。
青野原の戦い後の援軍で、「背水の陣」を日本で初めて用いた武将としても知られる。ただし、導誉が背水の陣を進言したのは軍記物『太平記』の表現であって、史実として実際に導誉が背水の陣を意識したかどうかは不明。詳細は井陘の戦い#日本への影響。

## 系譜
父
京極宗氏
母
京極宗綱の娘
義父
京極貞宗
兄弟
京極貞氏
京極導誉
京極貞満
京極秀信
京極時満
京極経氏
妻
導誉の妻は「佐々木系図」『尊卑分脈』第三編に記載される秀宗の母「三河守時綱の女」が知られる。実名は不詳であるが、父は二階堂時綱とされる。時綱は鎌倉末期・南北朝時代に鎌倉幕府・足利幕府の有力御家人（政所執事）として名が見られる人物で、二階堂氏と佐々木氏は立場が近いことから婚姻がなされたとも考えられている。
また、国立国会図書館所蔵「伊予佐々木家文書」に含まれる永和5年（1379年）3月8日付足利義満袖判所領安堵状に拠れば、甲良荘尼子郷を安堵された道誉の妻として「北（きた）」が登場する。同文書では「北」の法名を「留阿」としており、応安6年（1373年）の道誉死去に際して出家したと見られている。「北」の出自は不詳。
子
京極秀綱（母不詳）
京極秀宗（母二階堂時綱娘）
京極高秀
赤松則祐室
斯波氏頼室
六角氏頼室
「ミま」について
また、「伊予佐々木家文書」に含まれる応安6年（1373年）2月27日付導誉書状に登場する「ミま」の存在が知られる。これは最晩年の導誉が息子の高秀に対し後事を託し、甲良荘尼子郷を「ミま」に譲ることを記した書状で、内容は「ミま」に対して深い愛情を示している。この「ミま」については導誉の孫の六郎左衛門（高秀の子の高久か）とする説と、導誉の妻「北」とする説がある。
「ミま」の素性についても不明であるが、1994年に森茂暁は「伊予佐々木家文書」に「御ミまへ たうよ」と記された墨引きの跡を持つ懸紙が伝存していることから高秀宛文書とは別に「ミま」に対して宛てられた譲状が存在したと推測している。森は導誉が高秀に対して後事を託す人物として高秀の子の高久以外に曾孫の秀頼を想定しつつも、秀頼が系図上では早世しており事跡も知られないことから、「ミま」は「北」を指すとしている。一方で、森は応安6年から永和3年の短期間で呼称が変化していることや将軍安堵状の発給時期からも問題が残り、さらに「ミま」への譲与は一代限りであった可能性も指摘している。

## 関連作品
小説
- 山田風太郎『婆沙羅』（講談社、1993年）のち河出文庫
- 北方謙三『道誉なり』（中央公論社、1995年）のち中公文庫
- 羽生道英『佐々木道誉』（PHP研究所、2002年）
- 安部龍太郎『道誉と正成』（集英社、2009年）のち集英社文庫

テレビドラマ
- 『太平記』（NHK大河ドラマ、1991年）演：陣内孝則

漫画
- 松井優征『逃げ上手の若君』（集英社、2021年～）なお、同作では上述の『ミま』を『魅摩』とし、娘であると解釈している